# Eschborn–Frankfurt 2021
Eschborn–Frankfurt 2021 war die 58. Austragung des deutschen Eintagsrennens. Das Rennen fand am 19. September statt und war Teil der UCI WorldTour 2021.

## Teilnehmende Mannschaften und Fahrer
Neben 13 UCI WorldTeams standen 7 UCI ProTeams am Start. Mit Ausnahme des Teams Arkea Samsic starteten für jedes Team sieben Fahrer. Von den 139 Fahrern erreichten 91 Fahrer das Ziel.
Mit Pascal Ackermann (Bora-Hansgrohe), Alexander Kristoff (UAE Team Emirates) und John Degenkolb (Lotto Soudal) standen drei ehemalige Gewinner des Rennens am Start.
Als Favoriten galten in erster Linie endschnelle Fahrer, wie der vierfache Sieger des Rennens Alexander Kristoff (UAE Team Emirates), Pascal Ackermann (Bora-Hansgrohe), John Degenkolb (Lotto Soudal), Michael Matthews (Team BikeExchange), Jasper Philipsen (Alpecin-Fenix), Christophe Laporte (Cofidis), Phil Bauhaus (Bahrain Victorious), Dylan Groenewegen (Jumbo-Visma) und Bryan Coquard (B&B Hotels p/b KTM).
Von den Klassiker-Spezialisten galten der Sieger der Deutschland-Rundfahrt Nils Politt (Bora-Hansgrohe), Greg Van Avermaet (AG2R Citroën Team) und Søren Kragh Andersen (Team DSM) als Mitfavoriten.

## Streckenführung
Das Rennen startete in Eschborn in der Nähe des ehemaligen Militärflugplatzes und führte zunächst direkt nach Frankfurt, wo nach 16,5 Kilometern die Ziellinie das erste Mal überquert wurde. Anschließend führte die Strecke Richtung Norden in den Taunus. Nach 32 Kilometer folgte eine Sprintwertung, ehe der höchste und längste Anstieg des Rennens, der Feldberg, in Angriff genommen wurde. Nach dem Anstieg des Ruppertshain folgte ein Rundkurs der zweimal über den Mammolshain führte. Die Strecke verließ den Rundkurs über die Billtalhöhe und führte anschließend erneut über den Ruppertshain. Anschließend kehrte das Rennen auf den Rundkurs zurück und passierte den Mammolshain zwei weitere Male 57,5 und 41,5 Kilometer vor dem Ziel. Nach einer Sprintwertung in Eschborn folgte ein Rundkurs in Frankfurt, der dreimal befahren wurde. Auf der ersten Runde stand die dritte und letzte Sprintwertung auf dem Programm. Die Ziellinie befand sich neben der Alten Oper.
| # |              | km    | Höhe  | Länge (km) | Ø Steigung |
| - | ------------ | ----- | ----- | ---------- | ---------- |
| S | Oberursel    | 32    |       |            |            |
| 1 | Feldberg     | 48    | 833 m | 11         | 4,8 %      |
| 2 | Ruppertshain | 59,5  | 432 m | 1,3        | 8,6 %      |
| 3 | Mammolshain  | 81    | 371 m | 2,3        | 8,2 %      |
| 4 | Mammolshain  | 96    | 371 m | 2,3        | 8,2 %      |
| 5 | Billtalhöhe  | 101   | 525 m | 2,6        | 6,2 %      |
| 6 | Ruppertshain | 108   | 432 m | 1,3        | 8,6 %      |
| 7 | Mammolshain  | 130   | 371 m | 2,3        | 8,2 %      |
| 8 | Mammolshain  | 146   | 371 m | 2,3        | 8,2 %      |
| S | Eschborn     | 158,5 |       |            |            |
| S | Frankfurt    | 171   |       |            |            |

## Rennverlauf
Zu Beginn des Rennens setzten sich fünf Fahrer von dem Peloton ab und fuhren einen Vorsprung von über sechs Minuten heraus. Nach der Überquerung des Feldberg, zerfiel die Spitzengruppe auf den ersten beiden Anstiegen des Mammolshainer Stichs. Mit Luke Durbridge (Team BikeExchange), Mathias Norsgaard (Movistar) und Simone Velasco (Gazprom-RusVelo) verblieben drei Fahrer an der Spitze deren Vorsprung auf weniger als zwei Minuten geschmolzen war. Dahinter verloren Dylan Groenewegen (Jumbo-Visma) und kurzzeitig auch Jasper Philipsen (Alpecin-Fenix) den Anschluss zum Peloton.
61 Kilometer vor dem Ziel griff Michael Matthews (Team BikeExchange) in der steilsten Passage des Mammolshainer Stichs an und schloss mit mehreren Fahrern zu den drei Ausreißern auf. In der neuen 17 Fahrer umfassenden Spitzengruppe Gruppe befanden sich neben Michael Matthews auch Mike Teunissen (Jumbo-Visma), Dylan Teuns (Bahrain Victorious), Gianluca Brambilla (Trek-Segafredo) und Simon Geschke (Cofidis). Im Peloton leistete in erster Linie das Team Lotto Soudal die Nachführarbeit, sodass der Vorsprung der Spitzengruppe unter einer Minute blieb.
Auf dem letzten Anstieg des Mammolshainer Stichs forcierte Ben Hermans (Israel Start-Up Nation) das Tempo, konnte sich aber weder absetzten noch eine Selektion erzwingen. Das Peloton überquerte die Kuppe mit einem Rückstand von rund 40 Sekunden. Auf den folgenden flachen Kilometern schmolz der Vorsprung der Spitzengruppe durch die Führungsarbeit der Teams Lotto Soudal, Bora-Hansgrohe und UAE Team Emirates stetig. Rund 30 Kilometer vor dem Ziel griffen Georg Zimmermann (Intermarché-Wanty-Gobert Matériaux) und Cristian Scaroni (Gazprom-RusVelo) aus der Spitzengruppe an, die wenig später vom Peloton eingeholt wurde.
Das Führungs-Duo wurde neun Kilometer vor dem Ziel vom Peloton gestellt und so fiel die Entscheidung im Zielsprint. John Degenkolb (Lotto Soudal) eröffnete den Sprint, wurde jedoch von Jasper Philipsen (Alpecin-Fenix) überholt. Der dritte Platz ging an Alexander Kristoff (UAE Team Emirates).

## Rennergebnis
| Platz | Fahrer              | Nation | Team                               | Zeit                   |
| ----- | ------------------- | ------ | ---------------------------------- | ---------------------- |
| 01.   | Jasper Philipsen    | BEL    | Alpecin-Fenix                      | 4:28:03 h (41,94 km/h) |
| 02.   | John Degenkolb      | GER    | Lotto-Soudal                       | "                      |
| 03.   | Alexander Kristoff  | NOR    | UAE Team Emirates                  | "                      |
| 04.   | Andrea Pasqualon    | ITA    | Intermarché-Wanty-Gobert Matériaux | "                      |
| 05.   | Pascal Ackermann    | GER    | Bora-Hansgrohe                     | "                      |
| 06.   | Iván García Cortina | ESP    | Movistar Team                      | "                      |
| 07.   | Christophe Laporte  | FRA    | Cofidis                            | "                      |
| 08.   | Mike Teunissen      | NED    | Jumbo-Visma                        | "                      |
| 09.   | Michael Matthews    | AUS    | Team BikeExchange                  | "                      |
| 010.  | Fred Wright         | GBR    | Bahrain Victorious                 | "                      |